# شریدن (تگزاس)
شریدان (به انگلیسی: Sheridan) یک منطقهٔ مسکونی در ایالات متحده آمریکا است که در شهرستان کلرادو، تگزاس واقع شده‌است.